# Episodi di Friday Night Lights (prima stagione)
La prima stagione della serie televisiva Friday Night Lights è andata in onda negli Stati Uniti dal 3 ottobre 2006 all'11 aprile 2007 su NBC.
In Italia, la prima stagione è andata in onda, in anteprima esclusiva, sul canale satellitare Fox dal 28 giugno al 6 settembre 2007 ogni mercoledì alle 21.00 con un doppio episodio settimanale.
In chiaro la stagione è andata in onda dall'8 settembre al 19 dicembre 2009 sul canale digitale terrestre gratuito Rai 4.
I primi dieci episodi sono andati in onda fino al 6 ottobre 2009 ogni martedì alle 21.00 in prima serata con un doppio episodio settimanale; in seguito, a causa dei bassi ascolti ottenuti, la serie si è spostata al sabato alle 17.00 circa sempre con un doppio episodio settimanale a partire dal 17 ottobre 2009 al 19 dicembre 2009.
| nº | Titolo originale                | Titolo italiano             | Prima TV USA     | Prima TV Italia  |
| -- | ------------------------------- | --------------------------- | ---------------- | ---------------- |
| 1  | Pilot                           | Vittoria amara              | 3 ottobre 2006   | 28 giugno 2007   |
| 2  | Eyes Wide Open                  | Occhi ben aperti            | 10 ottobre 2006  | 28 giugno 2007   |
| 3  | Wind Sprints                    | Libero di correre           | 17 ottobre 2006  | 5 luglio 2007    |
| 4  | Who's Your Daddy?               | Chi è tuo padre?            | 24 ottobre 2006  | 5 luglio 2007    |
| 5  | Git 'Er Done                    | Spirito di squadra          | 30 ottobre 2006  | 12 luglio 2007   |
| 6  | El Accidente                    | L'incidente                 | 7 novembre 2006  | 12 luglio 2007   |
| 7  | Homecoming                      | Partita in casa             | 14 novembre 2006 | 19 luglio 2007   |
| 8  | Crossing the Line               | Attraversando la linea      | 28 novembre 2006 | 19 luglio 2007   |
| 9  | Full Hearts                     | Cuori di leone              | 5 dicembre 2006  | 26 luglio 2007   |
| 10 | It's Different for Girls        | Questione di carattere      | 12 dicembre 2006 | 26 luglio 2007   |
| 11 | Nevermind                       | Delusione                   | 3 gennaio 2007   | 2 agosto 2007    |
| 12 | What to Do While You're Waiting | Contro ogni speranza        | 10 gennaio 2007  | 2 agosto 2007    |
| 13 | Little Girl I Wanna Marry You   | Promessa eterna             | 24 gennaio 2007  | 9 agosto 2007    |
| 14 | Upping The Ante                 | Un giorno importante        | 31 gennaio 2007  | 9 agosto 2007    |
| 15 | Blinders                        | I paraocchi                 | 7 febbraio 2007  | 16 agosto 2007   |
| 16 | Black Eyes & Broken Hearts      | Occhi neri e cuori spezzati | 14 febbraio 2007 | 16 agosto 2007   |
| 17 | I Think We Should Have Sex      | Se facessimo l'amore?       | 21 febbraio 2007 | 23 agosto 2007   |
| 18 | Extended Families               | Famiglie estese             | 28 febbraio 2007 | 23 agosto 2007   |
| 19 | Ch-Ch-Ch-Ch-Changes             | Cambiamenti                 | 21 marzo 2007    | 30 agosto 2007   |
| 20 | Mud Bowl                        | Partita nel fango           | 28 marzo 2007    | 30 agosto 2007   |
| 21 | Best Laid Plans                 | Piani ben studiati          | 4 aprile 2007    | 6 settembre 2007 |
| 22 | State                           | La finale                   | 11 aprile 2007   | 6 settembre 2007 |